# Banda ciudadana

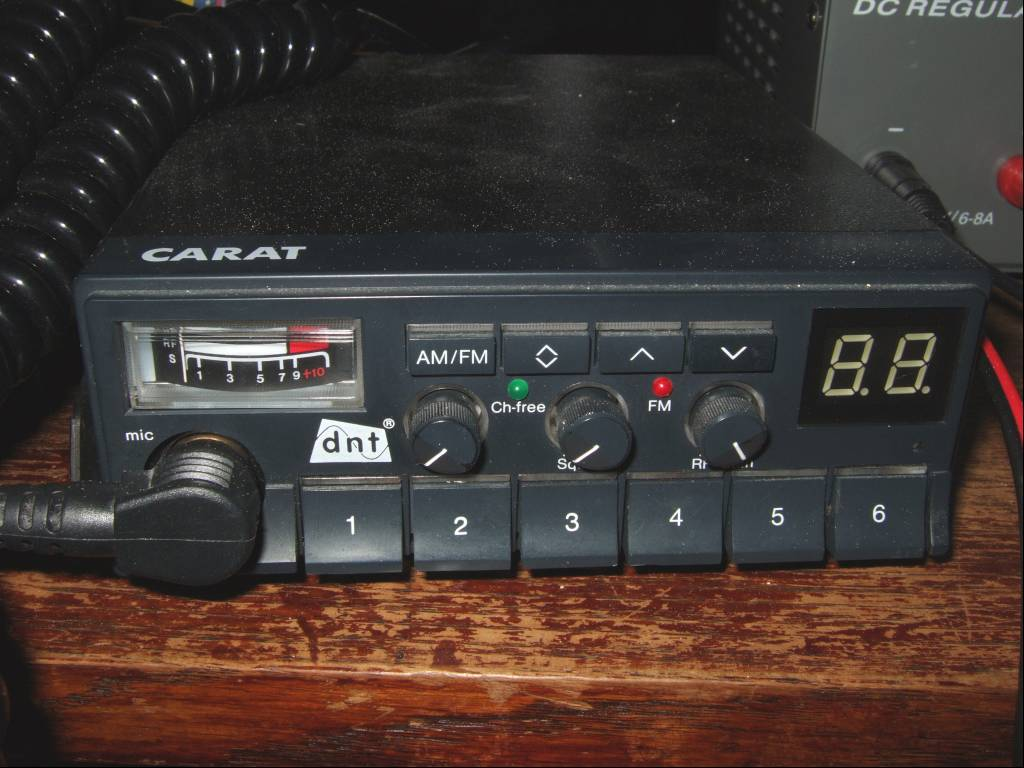
Un equipo mediano de BC, con AM y FM.

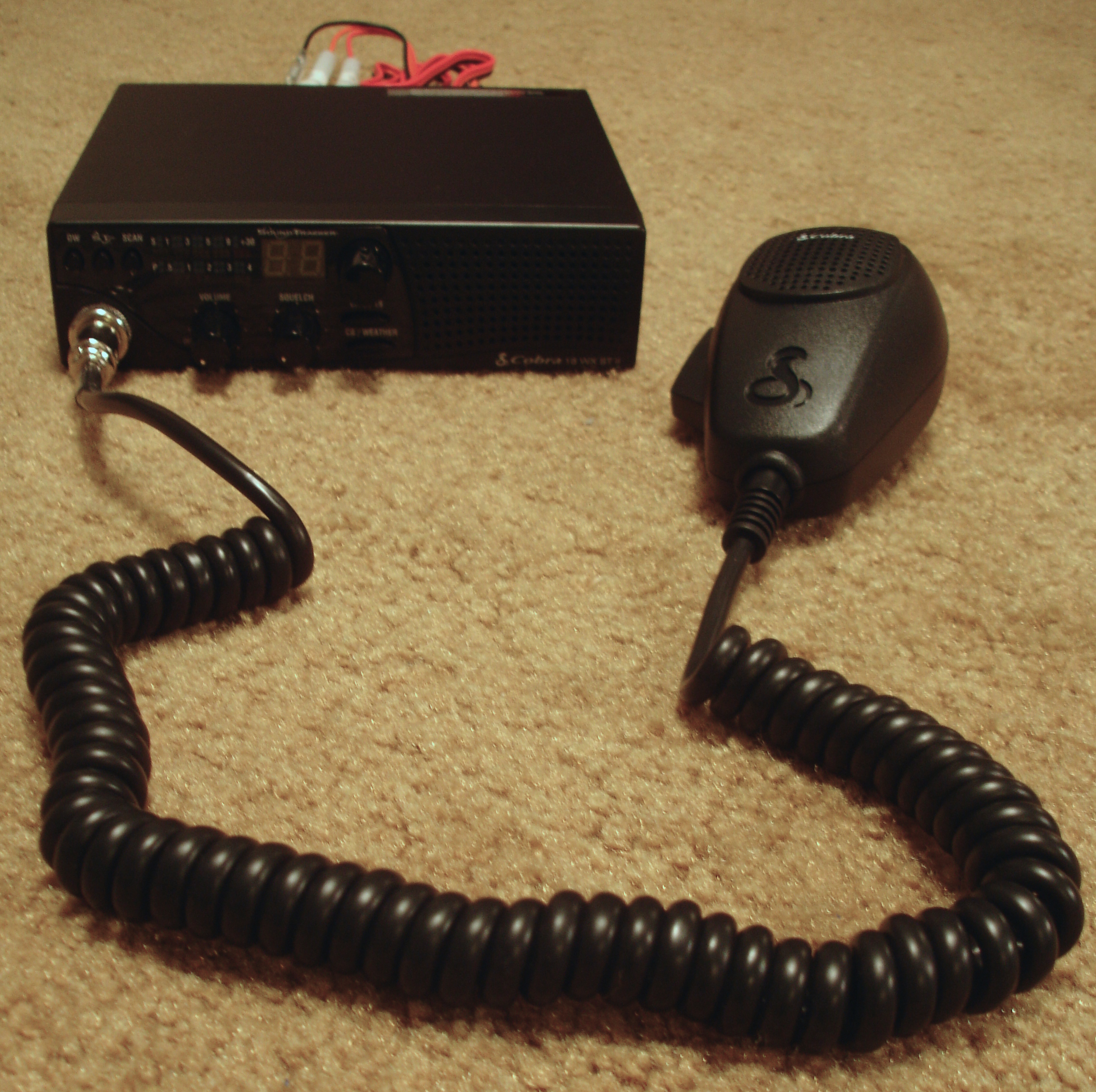
Radio CB móvil Cobra 18 WX ST II con micrófono.

La banda ciudadana por definición, es una radiocomunicación que sirve como porción del espectro de frecuencias destinada a la libre comunicación entre el personal civil, por medio de la radio y sin que medien exámenes ni preparación especializada.
La Banda Ciudadana, se abrevia con las siglas CB, que se refieren a las iniciales en inglés de Citizen Band, o BC en países hispanohablantes. Otra forma de referirse a ella es por su frecuencia de 27 MHz (usándose también las denominaciones CB27 y CB-27) o bien por su longitud de onda, que es de 11 metros.
Hay que considerar a la Banda Ciudadana como un hobby, que permite llenar los tiempos de ocio mediante la comunicación.
No obstante en algunas circunstancias pueden prestarse servicios a la sociedad, pues gracias al uso de los equipos de BC se han evitado catástrofes y se ha ayudado en otras, interviniendo en emergencias y prestando socorro en inundaciones, accidentes, incendios y otros desastres. 
La BC ha caído en desuso en base al advenimiento de la telefonía celular y otros avances como el abaratamiento de radios VHF/ UHF, amén de haber sido víctima de su propio éxito ya que el gran número de usuarios congestiona los canales y dificultan la comunicación en áreas pobladas. 

## La Banda Ciudadana en los distintos países
- En España, pese a ser en la actualidad una banda sin licencia, hasta mayo de 2014 requería una autorización administrativa y un pago único de ochenta y dos euros al ser concedida y de duración indefinida. Actualmente se considera una banda libre para uso civil no comercial. Las frecuencias autorizadas van desde 26.965 MHz hasta 27.405 MHz.
- En Francia se paga al Gobierno una tasa por la compra de todo equipo nuevo de BC.
- En Uruguay al servicio de banda ciudadana se le asignan las frecuencias comprendidas entre 26.500 y 27.980 MHz, un espectro más amplio que los 40 canales de los países europeos.
  - Se pueden utilizar los diferentes modos de transmisión como AM, FM, SSB, CW.
  - Además, en Uruguay se paga a la URSEC (Unidad Reguladora de Servicios de Comunicaciones), quien controla el espectro radioeléctrico, una tasa por mes para obtener el permiso de operación por equipo.
- En Estados Unidos, el uso de la BC es libre y sin licencia. Aun así hay una serie de regulaciones de uso establecidas por la FCC.
- En Italia, los usuarios deben enviar una declaración al Ministerio de Comunicaciones y pagar un canon anual (doce euros en 2006), independientemente de la cantidad de transmisores que posean.
- En Venezuela, la Comisión Nacional de Telecomunicaciones (CONATEL), ha decretado el uso libre del espectro radioeléctrico en la BC. Sustentado en garantizar un mínimo de comunicación en caso de emergencia, entretenimiento o radioaficionados.
- En Argentina, el Ente Nacional de Comunicaciones (ENACOM) es el encargado de asignar los permisos para la operación de los equipos de Banda Ciudadana. El ENACOM cobraba un canon anual de aproximadamente diez dólares por dicho permiso, pero actualmente el coste de la licencia es gratuito.[1]
- En Costa Rica es supervisada por la Superintendencia de Telecomunicaciones (SUTEL), ente que administra el Espectro Radioeléctrico del país, los interesados en su uso requieren un permiso que pueden obtener mediante solicitud sin requerimiento de pruebas teóricas ni prácticas..
- En México, la instancia encargada es el Instituto Federal de Telecomunicaciones (IFT) que, además de supervisar y administrar el espectro radioeléctrico, otorga los registros de los equipos BC utilizados en el rango de frecuencia de 26,965 MHz a 27,405 MHz en la modalidad de AM (Amplitud Modulada).
- En Chile, el organismo encargado es SUBTEL. No se requiere de ningún pago pero sí hay que registrar el equipo en dicho organismo con el fin de poder operarlo. A pesar de que el trámite es gratuito, muchos simplemente no lo hacen, ya que no hay una fiscalización en general a vehículos.
- En Guatemala, la Superitendencia de Telecomunicaciones regula el uso del espectro de radiofrecuencia y en particular este, se encuentra reservado para el uso exclusivo de entidades estatales y organismos del Estado

## Equipos, antenas y accesorios
El equipo más sencillo de BC consiste en un transmisor de 4 o 5 W de potencia y 23 canales en AM (modulación de amplitud) o Amplitude Modulation en inglés. En 2005 los equipos más completos costaban del orden de doscientos cincuenta euros y poseían modulación por AM, FM y SSB. Esta última permite además recibir telegrafía.
Las antenas pueden ser dipolos o bien antenas verticales para estaciones móviles. Las más usuales suelen ser las comúnmente denominada BC2 y BC3, Antenas verticales de 5/8 de onda con o sin planos de tierra.
Es preferible en toda instalación poseer un medidor de ROE, un aparato que permite estimar el porcentaje de potencia reflejada por la antena. Por debajo del 25 % de potencia reflejada (un ROE de 3 a 1), se considera que el transmisor no corre peligro; por encima, se considera que es mejor no transmitir para evitar daño en la etapa de salida de RF del equipo.

## Potencias de emisión
Las potencias máximas aceptadas por la legislación en la mayoría de los países es de 4 Watts en AM (Modulación de amplitud, o Amplitude Modulation, en inglés) y 12 Watts en SSB (Banda lateral única, o Single Side Band, en inglés). El uso de potencias mayores es ilegal; no obstante se venden amplificadores comerciales para transmitir con potencias mucho mayores.

## Frecuencias
En España, la banda ciudadana consta de 40 canales en pasos de 10 kHz, el primero de ellos centrado en 26.965 MHz y el último en 27.405 MHz. Estos canales se utilizan para transmisiones de voz (fonía) moduladas en AM o FM con potencia máxima autorizada de 4 W y de 12 W en BLU, aparte existen cinco canales extra que se utilizan en aplicaciones SRD (dispositivos de corto alcance) de telemando, datos y voz de uso común como por ejemplo control de pilotaje de aeromodelos, micrófonos inalámbricos, control de bebés, etc. Como se desprende de la tabla de más abajo, los canales para aplicaciones de control están intercalados entre los canales 3 y 4; 7 y 8; 11 y 12, 15 y 16; 19 y 20 (frecuencias en MHz 26.995, 27.045, 27.095, 27.145, 27.195) y que están excluidos en los 40 canales.
Los equipos más completos tienen acceso a frecuencias por encima y por debajo de los 40 canales permitidos (son los denominados en el argot como "altos y superaltos" y "bajos y superbajos"). Dichas frecuencias no están atribuidas en España a la Banda Ciudadana y es por ello que no deben usarse sino para la escucha e interferir en ellas constituye delito.
Aunque los canales se pueden usar libremente existen dos que tienen una utilización específica:
El canal 9 es el denominado canal de emergencia y se utiliza para comunicar en situaciones de este tipo, aunque esta práctica está cayendo en desuso desde la popularización de la telefonía móvil y servicios como el 112 en Europa o 911 en USA.
El canal 19 es el denominado canal de carretera, es utilizado principalmente por camioneros y transportistas, generalmente es utilizado para comunicaciones relacionadas con incidencias en carreteras como atascos, controles policiales, o preguntar cómo llegar a un determinado lugar, entre otros.
El canal 2 lo usan los turistas itinerantes en autocaravanas para determinar lugares que se pueden visitar, para definir los lugares de pernoctas, etc.
El canal 16 se usa por usuarios de vehículos todoterreno en rutas por montaña y por comunicaciones en general entre ellos.
La lista de canales dedicados a fonía y sus respectivas frecuencias es la siguiente. Nótese el salto de frecuencias de los canales 23, 24 y 25 que no se corresponden de forma lógica:
| Canal | Frecuencias | Canalización | Comentario                                                                                   |
| ----- | ----------- | ------------ | -------------------------------------------------------------------------------------------- |
| 1     | 26,965 MHz  | 10 kHz       |                                                                                              |
| 2     | 26,975 MHz  | 10 kHz       | FM => Canal de los turistas itinerantes en autocaravanas                                     |
| 3     | 26,985 MHz  | 10 kHz       |                                                                                              |
| 4     | 27,005 MHz  | 10 kHz       | AM/FM => Navegación de recreo y ocio                                                         |
| 5     | 27,015 MHz  | 10 kHz       | FM => Scouts                                                                                 |
| 6     | 27,025 MHz  | 10 kHz       |                                                                                              |
| 7     | 27,035 MHz  | 10 kHz       |                                                                                              |
| 8     | 27,055 MHz  | 10 kHz       |                                                                                              |
| 9     | 27,065 MHz  | 10 kHz       | FM => canal de emergencia                                                                    |
| 10    | 27,075 MHz  | 10 kHz       |                                                                                              |
| 11    | 27,085 MHz  | 10 kHz       |                                                                                              |
| 12    | 27,105 MHz  | 10 kHz       |                                                                                              |
| 13    | 27,115 MHz  | 10 kHz       |                                                                                              |
| 14    | 27,125 MHz  | 10 kHz       |                                                                                              |
| 15    | 27,135 MHz  | 10 kHz       |                                                                                              |
| 16    | 27,155 MHz  | 10 kHz       | FM => vehículos todoterreno en rutas por montaña y por comunicaciones en general entre ellos |
| 17    | 27,165 MHz  | 10 kHz       |                                                                                              |
| 18    | 27,175 MHz  | 10 kHz       |                                                                                              |
| 19    | 27,185 MHz  | 10 kHz       | AM / FM => canal de carretera, es utilizado principalmente por camioneros y transportistas   |
| 20    | 27,205 MHz  | 10 kHz       |                                                                                              |
| 21    | 27,215 MHz  | 10 kHz       | Suele usarse por repartidores de paquetería                                                  |
| 22    | 27,225 MHz  | 10 kHz       |                                                                                              |
| 23    | 27,255 MHz  | 10 kHz       |                                                                                              |
| 24    | 27,235 MHz  | 10 kHz       |                                                                                              |
| 25    | 27,245 MHz  | 10 kHz       |                                                                                              |
| 26    | 27,265 MHz  | 10 kHz       |                                                                                              |
| 27    | 27,275 MHz  | 10 kHz       |                                                                                              |
| 28    | 27,285 MHz  | 10 kHz       |                                                                                              |
| 29    | 27,295 MHz  | 10 kHz       |                                                                                              |
| 30    | 27,305 MHz  | 10 kHz       |                                                                                              |
| 31    | 27,315 MHz  | 10 kHz       |                                                                                              |
| 32    | 27,325 MHz  | 10 kHz       |                                                                                              |
| 33    | 27,335 MHz  | 10 kHz       |                                                                                              |
| 34    | 27,345 MHz  | 10 kHz       |                                                                                              |
| 35    | 27,355 MHz  | 10 kHz       |                                                                                              |
| 36    | 27,365 MHz  | 10 kHz       |                                                                                              |
| 37    | 27,375 MHz  | 10 kHz       |                                                                                              |
| 38    | 27,385 MHz  | 10 kHz       | LSB canal de llamada mundial.                                                                |
| 39    | 27,395 MHz  | 10 kHz       |                                                                                              |
| 40    | 27,405 MHz  | 10 kHz       |                                                                                              |